# بلدة آدامز (مقاطعة سنيكا)
بلدة آدامز هي واحدة من خمسة عشر بلدة في مقاطعة سنيكا، أوهايو، الولايات المتحدة. وجد تعداد عام 2010 ، 1320 شخصًا في البلدة.

## الاسم والتاريخ
تم تنظيم بلدة آدمز في عام 1826. تم تسميتها على اسم جون كوينسي آدامز، الرئيس السادس للولايات المتحدة.
وهي واحدة من عشر ضواحي آدمز على مستوى الولاية.

## روابط خارجية
- موقع ويب Township
- موقع المقاطعة